# Justus Dahinden

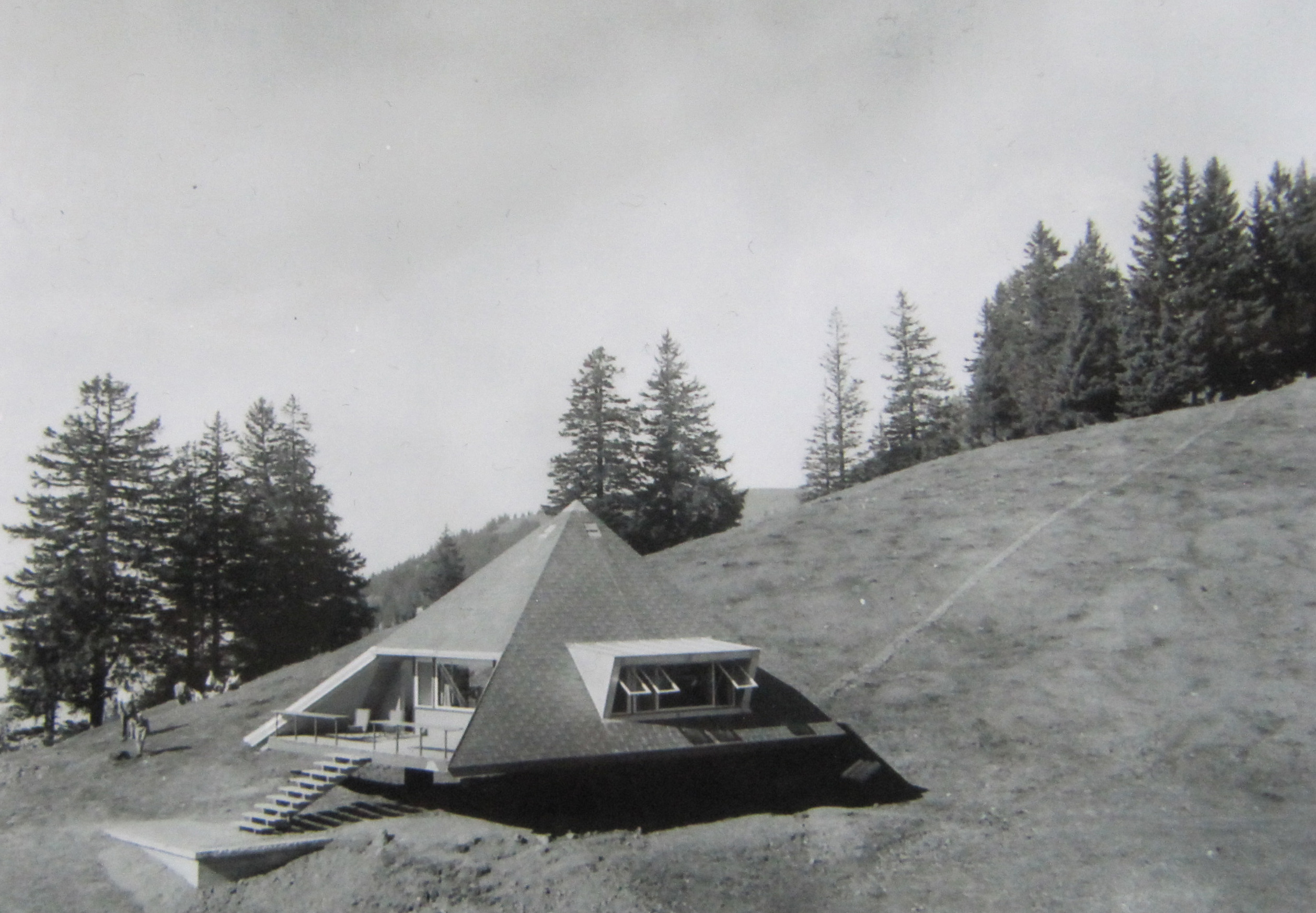
Justus Dahinden: Tienda de campaña en Rigi (1955).

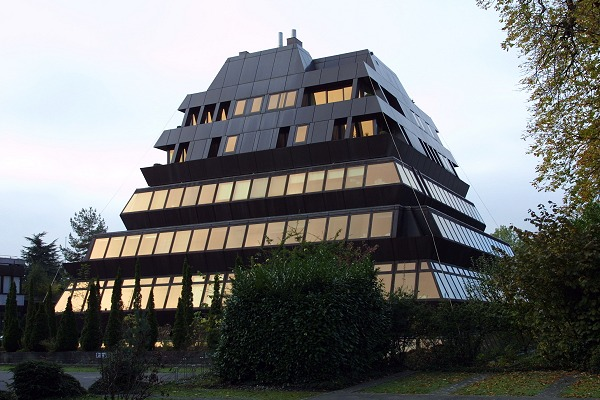
Justus Dahinden: Ferrohouse en Zúrich (1970).

Justus Dahinden (Zúrich, 18 de mayo de 1925 - Zúrich, 11 de abril de 2020) fue un notable arquitecto suizo.
Justus Dahinden, hijo del pionero del esquí suizo, escritor y cineasta Josef Dahinden, estudió arquitectura en el Escuela Politécnica Federal de Zúrich de 1945 a 1949, al igual que Max Frisch, Alberto Camenzind y Hans Hofmann en ese momento. De 1949 a 1952 fue asistente de la silla de William Dunkel, con quien también encontró empleo después de completar sus estudios. A partir de 1955, Dahinden tenía su propio estudio en Zúrich. En 1956 recibió su doctorado por su puesto en arquitectura contemporánea en la ETH. En 1974 fue nombrado profesor de diseño de interiores y diseño en la Universidad Tecnológica de Viena. También se convirtió en miembro de la junta del Instituto de Diseño de Interiores y Diseño de la Universidad Tecnológica de Viena.
En 1985 se convirtió en profesor honoris causa de la Facultad de Arquitectura y Desarrollo Urbano de la Universidad de Buenos Aires, la FAU - Facultad de Arquitectura y Urbanismo, Universidad de Buenos Aires. En 1989 se convirtió en profesor honoris causa de la "Escuela de Estudios Altos del CAYC", Centro de Arte y Comunicación (CAYC) en Buenos Aires. Obtuvo un doctorado honorario de la Universidad Técnica de Georgia en Tbilisi (1995) y un doctorado honorario de la Universidad Técnica Eslovaca de Bratislava (1996).

## Algunas publicaciones
- 1956 Standortbestimmung der Gegenwartsarchitektur. Verlag Girsberger, Zürich
- 1966 Bauen für die Kirche in der Welt. Echter-Verlag, Zürich
- 1971 Stadtstrukturen für morgen. Verlag Gerd Hatje, Stuttgart, ISBN 3-7757-0011-0
- 1971 Construire pour l’Eglise dans le monde. Verlag St. Paul, Fribourg
- 1972 Urban Structures for the Future. Pall Mall Press, New York
- 1973 Denken-Fühlen-Handeln. Verlag Karl Krämer, Stuttgart und A. Kraft, Lausanne, ISBN 3-7828-1423-1; Monografía
- 1973 Neue Restaurants. mit Günther Kühne. Verlag Callwey, Múnich, ISBN 3-7667-0292-0
- 1974 Akro-Polis. Frei-Zeit-Stadt / Leisure City. Verlag Karl Krämer, Bern / Stuttgart, ISBN 3-7828-1018-X
- 1974 Kunst und Kirche. Kunstverlag Linz
- 1987 Architektur in Deutschland '87 / Deutscher Architekturpreis 1987, con Christian Norberg-Schulz y Jürgen Joedicke. Verlag Karl Krämer, Stuttgart, ISBN 3-7828-1496-7
- 1988 Justus Dahinden - Architektur - Architecture. Verlag Karl Krämer, Stuttgart, ISBN 3-7828-1601-3; Monografía
- 1991 M… anders /autrement /different. Migros-Zentrum Ostermundigen. Verlag Karl Krämer, Stuttgart, ISBN 3-7828-1608-0
- 1996: Bruno Webers phantastische Welt: von der Harmonie zwischen Phantasie und Natur; der Weinrebenpark als Gesamtkunstwerk. Weitbrecht, Stuttgart / Wien / Bern 1996, ISBN 3-522-72185-3 / ISBN 3-522-72155-1.
- 2005 Mensch und Raum – Man and Space. ETH-Bibliothek Zürich (Hrsg.), Verlag Karl Krämer Stuttgart, ISBN 978-3-7828-1614-4 (alemán/inglés)
- 2014 Architektur - Form und Emotion. Verlag Karl Krämer Stuttgart, ISBN 978-3-7828-1617-5 (alemán/inglés)

## Premios
- 1981 Grand Prix d'Architecture 1981, CEA Cercle d'Études Architecturales, París
- 1981 INTERARCH 81, World Triennial of Architecture, Sofia, Medal and Prize of the City of Nates for Habitat in Iran
- 1983 INTERARCH 83,World Triennial of Architecture, Competition HUMA 2000, Sofia, Medal and Prize of the National Committee of Peace of Bulgaria for the Project "Stadthügel" ("Urban Mound")
- 1985 INTERARCH 85, World Triennial of Architecture, Sofia, Award for competition of projects and realizations, personal work
- 1989 INTERARCH 89, World Triennial of Architecture, Sofia, Award for the Biography "Justus Dahinden-Architektur-Architecture"